# Raymonde Anna Rey
Pour les articles homonymes, voir Rey.
Raymonde Anna Rey, né le 6 janvier 1915 à Sainte-Croix-Vallée-Française et morte à Calvisson le 23 octobre 2001, est une écrivaine de langue française.

## Biographie
Le père de Raymonde Anna Rey, maréchal-ferrant ruiné par la guerre, quitte la Lozère pour se fixer en Normandie avec sa famille. Il travaille aussi à Milhaud. Anna Rey y obtient le brevet supérieur et à la mort de son père, travaille à Nîmes chez un pasteur comme secrétaire, se marie, élève ses trois filles, reprend une activité professionnelle à la mairie de Fréjus. Des problèmes de santé l'obligent à se retirer, avec son second mari, dans le Causse. C'est là qu'elle écrira ses romans.
En 1996, elle est lauréate du Cabri d'or de l'Académie cévenole.

## Œuvres
- Douce amère, illustrations J.-M. Valentin, J. Valentin, 1975
- La Passerelle, Paysan du Midi, jaquette Marie Mauron, 1976
- Augustine Rouvière, cévenole, J.-P. Delarge, 1977
- Les Sentiers du Vieux Causse (trilogie)
  - Gousta-Soulet, J.P. Delarge, 1978
  - Griotte, J.P. Delarge, 1979
  - Frosine, J.P. Delarge, 1980
- La Grelhette, J.P. Delarge, 1989
- La Belle Huguenote ou La Passion d'Abdias le rebelle, Espace Sud, 1993
- « L'Anniversaire », dans Nouvelles des Cévennes, Robert Laffont, 1994
- Je ne te dirai jamais adieu, Robert Laffont, 1996